# Hans-Dietrich Genscher
Hans-Dietrich Genscher (Reideburg, Alemania, 21 de marzo de 1927-Wachtberg-Pech, 31 de marzo de 2016) fue un político alemán, ministro de Asuntos Exteriores de la República Federal de Alemania (RFA) entre 1974 y 1992.

## Biografía
Nació el 21 de marzo de 1927 en la ciudad de Reideburg, Sajonia-Anhalt, cerca de Halle. Ya con nueve o diez años perdió a su padre. Formó parte de las Juventudes Hitlerianas (desde 1942) y más tarde sirvió en el ejército alemán, en concreto en la Luftwaffe, entre 1943 y 1945. También se hizo miembro del Partido Nacionalsocialista Obrero Alemán (NSDAP) con el carné n.º 10.123.636.
Al final de la Segunda Guerra Mundial, Genscher fue hecho prisionero de guerra por las tropas anglo-americanas. Ingresó en el Partido Liberal Democrático de Alemania (Liberal-Demokratische Partei Deutschlands o LDPD) en 1946. Estudió Derecho y Economía en las universidades de Halle y Leipzig (de 1946 a 1949).

## Carrera política

### Cargos en la Alemania Federal
En 1952 huyó a la República Federal de Alemania (RFA) y se afilió al Partido Democrático Libre (FDP). En 1954 consiguió aprobar las pruebas de acceso a la abogacía en Hamburgo y comenzó a trabajar como abogado en Bremen (hasta 1956).
En 1965 fue elegido diputado para el Bundestag, la cámara baja del parlamento de la República Federal de Alemania. Conservó el cargo de diputado hasta 1998. Este año se retiró de la política activa.[cita requerida] Después de ejercer diversos cargos en su partido, el canciller Willy Brandt le nombró en 1969 ministro del Interior en el Gobierno de coalición formado por el Partido Socialdemócrata de Alemania (SPD) y el Partido Democrático Libre (FDP). Tenía el cargo hasta 1974. En el Gobierno de este año pasó a ser ministro de Asuntos Exteriores y Vicecanciller, cargos que ocupó hasta 1992. En este año abandonó el Gobierno por razones de salud.
Formando parte del Gobierno, Genscher fue uno de los impulsores de la Ostpolitik, política que continuó con Helmut Schmidt después de la renuncia de Brandt en 1974. En 1982, su partido decidió cambiar de política y dio su apoyo a la CDU, convirtiendo a Helmut Kohl en canciller. A pesar de la gran controversia que ello suscitó, siguió siendo uno de los políticos más populares de la RFA. Mantuvo su puesto como ministro de Asuntos Exteriores y Vicecanciller más allá de la reunificación alemana, hasta 1992, cuando abandonó el gobierno por motivos de salud. Su permanencia de 18 años como ministro de Asuntos Exteriores es la más larga en ese cargo en todo el mundo.

### Reunificación y política europea

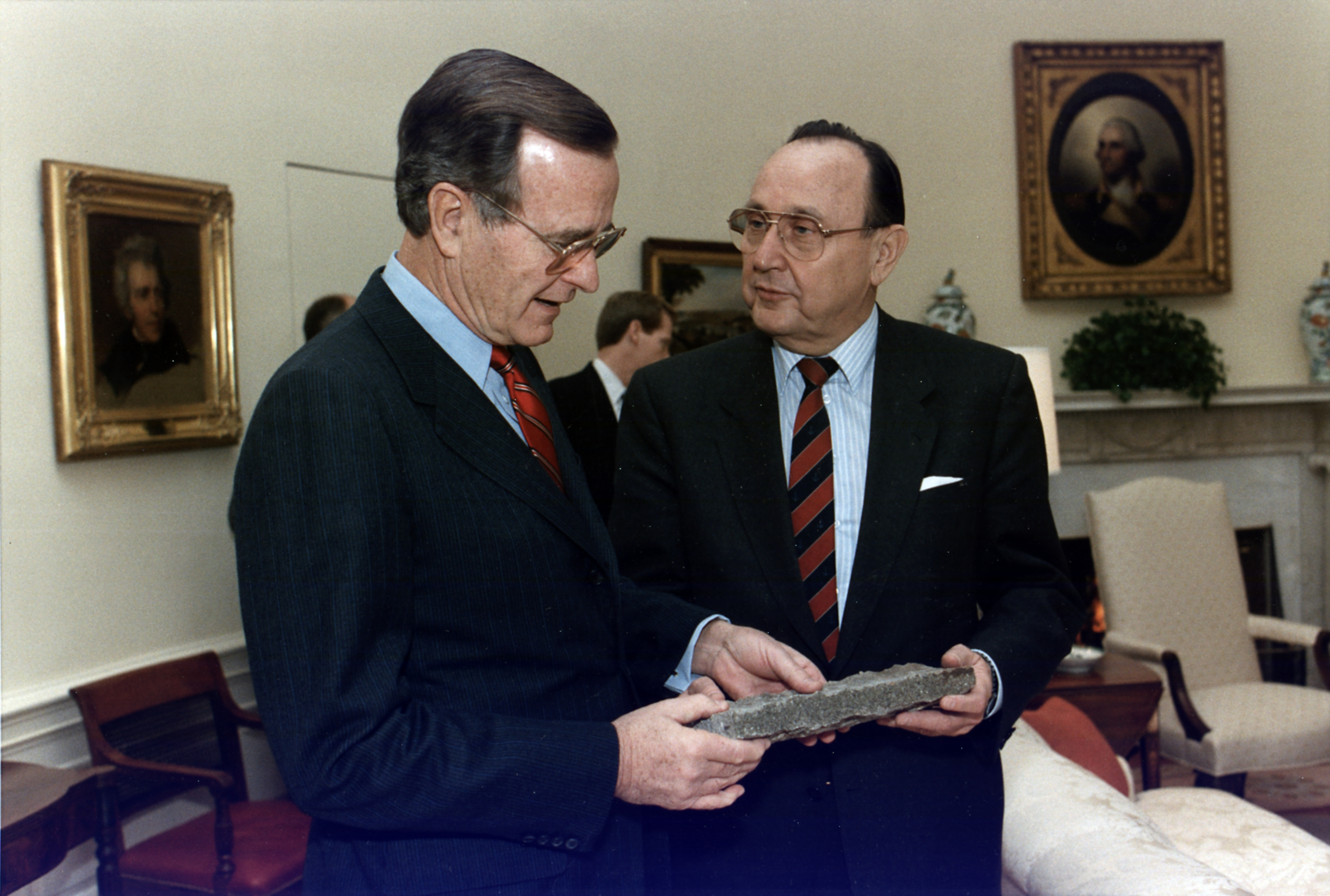
George H. W. Bush y Hans-Dietrich Genscher, el 21 de noviembre de 1989.

Genscher es altamente respetado por los esfuerzos que ayudaron a terminar con la Guerra fría y llevaron a la Reunificación alemana. Visitó a Lech Wałęsa en Polonia en 1988 y fue recordado por su discurso, el 30 de septiembre de 1989 desde el balcón de la Embajada Alemana en Praga, donde se encontraban cientos de ciudadanos que habían huido de la República Democrática Alemana (RDA) y que intentaban llegar a la RFA, a los que anunció que se había llegado a un acuerdo con el Gobierno comunista de la RDA, por el que los refugiados podían dirigirse a la Alemania Occidental. 
Genscher también participó activamente en el desarrollo de la Unión Europea, tomando parte en las negociaciones del Acta Única Europea de 1986, así como en la elaboración del «Plan Genscher-Colombo», junto al primer ministro italiano Emilio Colombo, que apoyaba una mayor integración y profundización de las relaciones en la Unión Europea y el camino hacia un Estado europeo federalista.

### Carrera después de la política
Genscher no se presentó en las elecciones de 1998 y desde entonces continuó con su profesión de abogado en una empresa pública. En 2000 fundó su propia firma de consultoría Hans-Dietrich Genscher Consult GmbH.
En 1990 le fue concedido el Premio Príncipe de Asturias de Cooperación Internacional por «su decisiva contribución a la construcción de la Comunidad Europea, su actitud en los procesos de desarme, su esfuerzo por crear un sistema de seguridad paneuropeo y su defensa de los derechos humanos». Fue declarado ciudadano de honor de Costa Rica, como promotor de las rondas de diálogo eurocentroamericanas de San José, iniciadas en 1984.